# Sicyos warmingii
Sicyos warmingii är en gurkväxtart som beskrevs av Célestin Alfred Cogniaux. Sicyos warmingii ingår i släktet hårgurkor, och familjen gurkväxter. Utöver nominatformen finns också underarten S. w. longispinus.